# 啓祥道

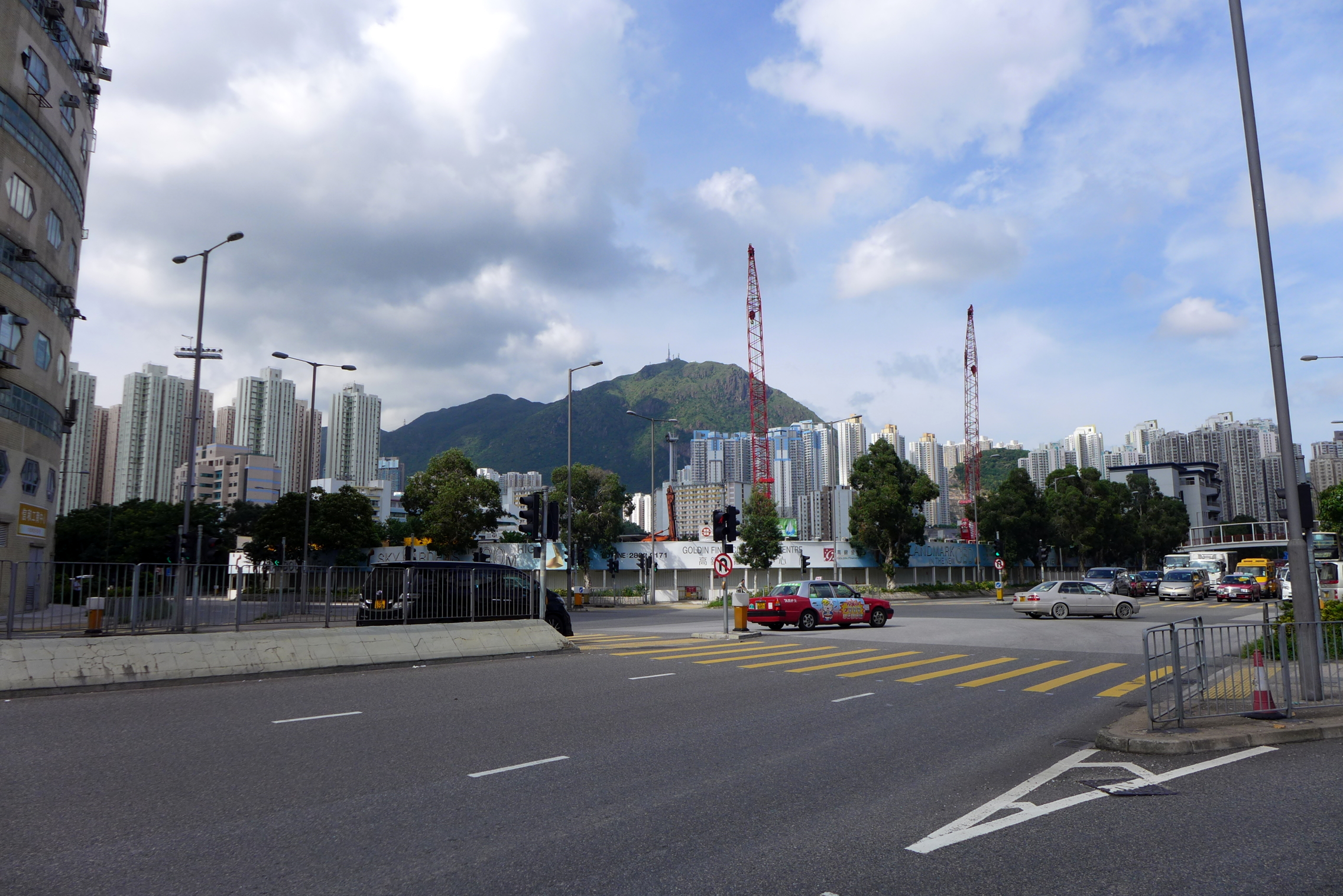
啓祥道近高銀金融國際中心地盤 (2014年)

啓祥道（英語：Kai Cheung Road）是香港一條位於觀塘區的東西向街道，連接啓福道及牛頭角道。

## 交界道路
- 啓福道
- 展貿徑
- 宏展街
- 啓成街
- 宏光道
- 宏照道
- 偉業街
- 牛頭角道

## 建築
- 高銀金融國際中心
- 啟歷學校
- 大昌行集團大廈
- 香港輔助警察隊總部
- 滙豐銀行金庫
- 九龍灣國際展貿中心及EMax
- 機電工程署總部大樓

## 使用狀況
由於連接九龍灣工業區多條道路，因此在平日日間十分繁忙，而連接的偉業街是前往九龍灣工業區的樽頸位，因此在晚上繁忙時間東行接近偉業街也會出現車龍。

## 外部連結
- 香港巴士大典-啟祥道